# Oracle Open Office
Oracle Open Office (до 2010 - StarOffice) - пропріетарний офісний продукт корпорації Oracle.
Oracle Open Office започаткований німецькою компанією StarDivision, яку в 1999 придбала компанія Sun Microsystems. Перша версія під назвою StarOffice 3.0 була випущена в 1995, до того часу в середині вісімдесятих вже були поставлені на потік такі модулі, як StarWriter і StarCalc. Після придбання компанії Sun Microsystems корпорацією Oracle назву продукту було змінено на Oracle Open Office. Система Oracle Open Office являє собою повнофункціональний офісний комплект високої продуктивності. У даному комплекті використовується формат OpenDocument (ODF) для збереження документів і передбачені функції відкриття, редагування та збереження документів Microsoft Office. Крім усього іншого в офісний пакет Oracle Open Office входить безкоштовний інструмент імпорту та експорту PDF-документів.
Працює в операційних системах Microsoft Windows, Linux, Mac OS та Solaris. Oracle Open Office 8 є безкоштовним додатком до Solaris 10 на платформах SPARC та x86, x64, його можна завантажити разом з дистрибутивом операційної системи.

## Компоненти
- Oracle Open Office Writer - текстовий процесор, аналог Microsoft Word,
- Oracle Open Office Calc - табличний процесор, аналог Microsoft Excel,
- Oracle Open Office Impress - інструмент підготовки презентацій, аналог Microsoft PowerPoint,
- Oracle Open Office Draw - векторний графічний редактор,
- Oracle Open Office Base - система управління базами даних, аналог Microsoft Access,

StarOffice став основою для створення OpenOffice.org.